# Pseudodorcatoma
Pseudodorcatoma is een geslacht van kevers uit de familie van de klopkevers (Anobiidae).

## Soorten
- Pseudodorcatoma floridanus (White, 1966)
- Pseudodorcatoma ornata Pic, 1905